# Ahuitzotl
Ahuitzotl (in nahuatl: Āhuitzotl, pron. [aːˈwitsotɬ]; ... – 2 settembre 1502) è stato un sovrano azteco, Tlatoani di Tenochtitlán dal 1486 fino alla sua morte.
Il sovrano prende il nome dall'omonimo animale leggendario, l'Ahuizotl, ma sembra che gli aztechi la credessero un vero e proprio animale, e non solo un essere mitologico rappresentante il re.

## Biografia
Fu responsabile di buona parte dell'espansione del dominio Mexica, e consolidò il potere dell'impero dopo il regno del debole predecessore. Assunse il titolo di Tlatoani nell'anno Coniglio 7 (1486), dopo la morte di Tízoc.

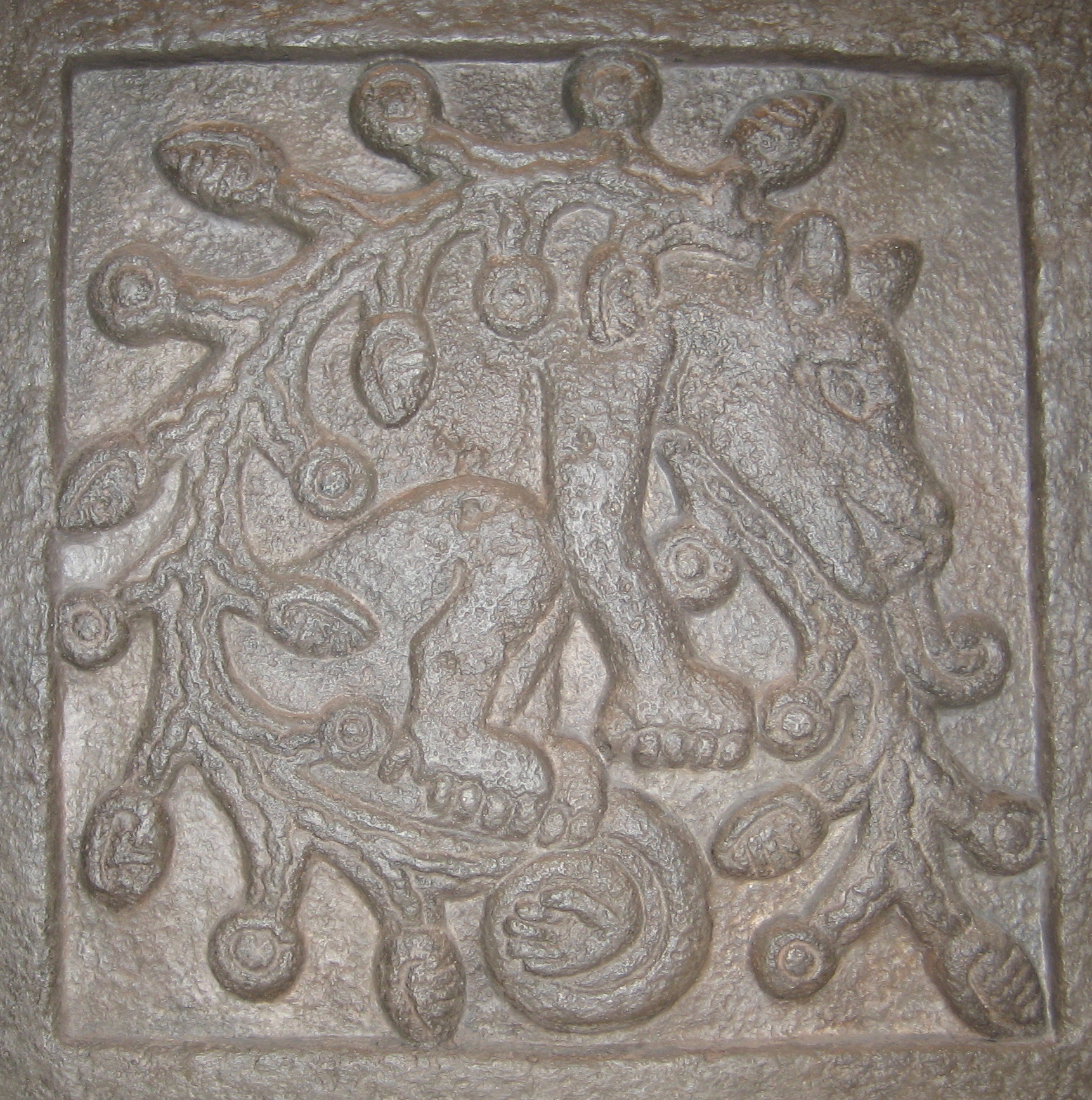
Il glifo di Ahuitzotl, presente in un tempio di Tepoztlán

Ahuitzotl, forse il più grande condottiero militare della Mesoamerica precolombiana, iniziò il proprio regno sedando la ribellione degli Huaxtechi, per poi velocemente ampliare le terre dominate dagli aztechi, più che raddoppiando la dimensione dell'impero. Sottomise Mixtechi, Zapotechi ed altri popoli dalla costa del Pacifico alla parte occidentale del Guatemala. Ahuitzotl commissionò anche una monumentale ricostruzione di Tenochtitlan, tra cui l'espansione della grande piramide del Templo Mayor nel Canna 8 (1487). Secondo alcune fonti ordinò di sacrificare oltre 20 000 persone in onore della Grande Piramide.

### Conquiste

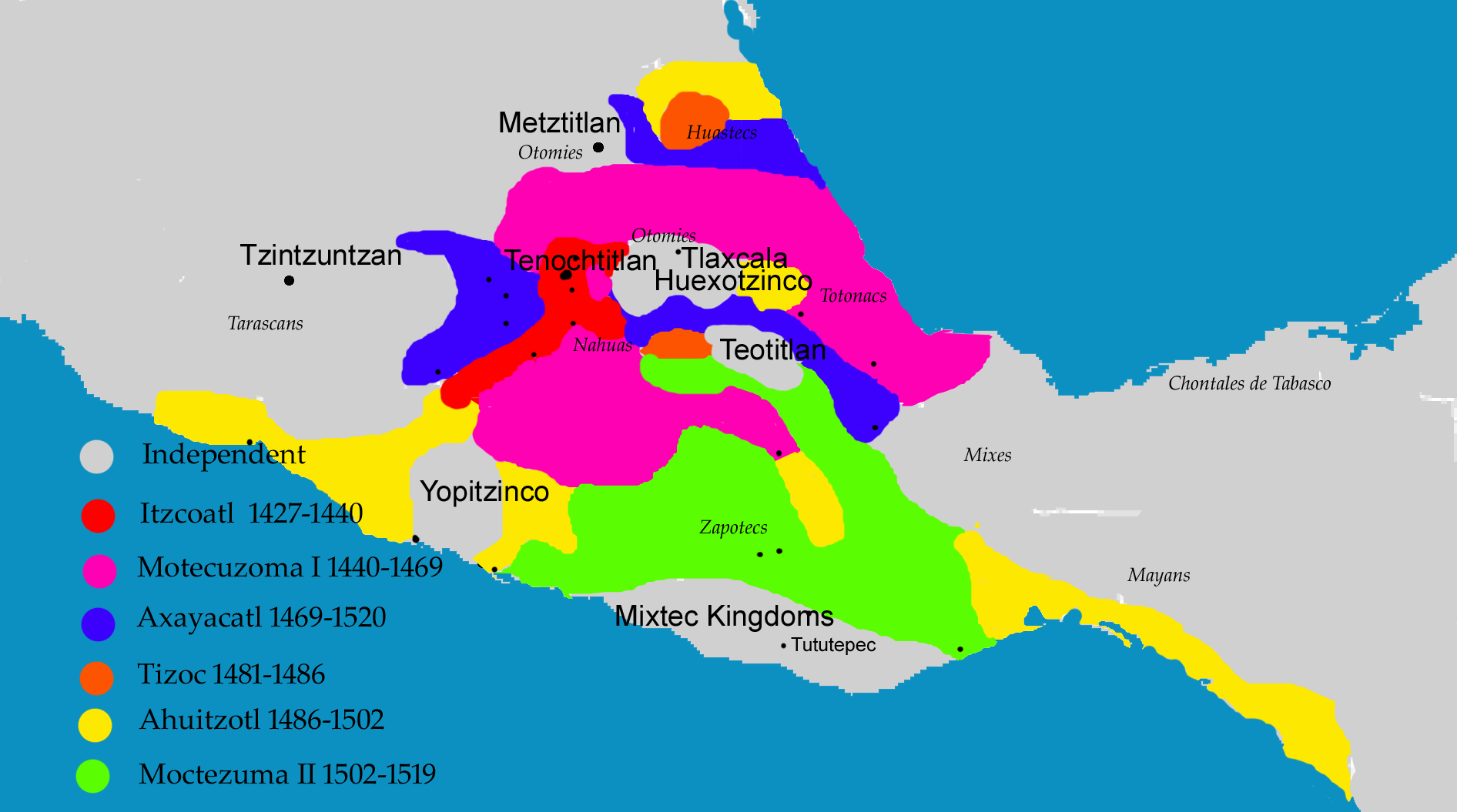
Mappa raffigurante l'espansione dell'impero azteco divisa in base al regnante. Le conquiste di Ahuitzotl sono segnalate in giallo

### Morte
Ahuitzotl morì nell'anno Coniglio 10 (1502), ed il suo posto venne preso dal nipote, Montezuma.
Il 3 agosto 2007 gli archeologi messicani annunciarono di aver scoperto quella che consideravano la tomba di Ahuitzotl sotto ad una scultura di Tlaltecuhtli, nei pressi di Zócalo a Città del Messico.